# Carcinops miserula
Carcinops miserula är en skalbaggsart som beskrevs av Sylvain Auguste de Marseul 1862. Carcinops miserula ingår i släktet Carcinops och familjen stumpbaggar. Inga underarter finns listade i Catalogue of Life.